# Magda Mattel
Pour les articles homonymes, voir Mattel (homonymie).
Magda Mattel, née le 14 janvier 1980 à Sallanches, est une skieuse alpine française. Elle est membre du ski-club des Contamines-Montjoie.
Elle a fait partie de l'équipe de France de ski de 1996 à 2008.
En mars 2008, à l'issue des championnats de France de ski à Auron, elle annonce la fin de sa carrière internationale.

## Palmarès

### Coupe du monde de ski alpin
- Meilleur classement au général : 67e en 2004.
- Meilleur classement de descente : 36e en 2004.
- Meilleur classement de super-G : 28e en 2004.
- Meilleur résultat sur une épreuve de Coupe du monde de super-G : 6e à Lake Louise le 7 décembre 2003.
- Meilleur résultat sur une épreuve de Coupe du monde de descente : 11e à Lake Louise le 5 décembre 2003.

### Coupe d'Europe de ski alpin
- Meilleur classement de super-G : 2e en Coupe d'Europe de ski alpin 2003.
- Meilleur classement au général : 10e en Coupe d'Europe de ski alpin 2003.
- Meilleur classement de descente : 13e en Coupe d'Europe de ski alpin 2003 et 2007.
- Meilleur résultat sur une épreuve de Coupe d'Europe de super-G : 1re à Maribor le 14 février 2003.
- Meilleur résultat sur une épreuve de Coupe d'Europe de descente : 3e à Tignes le 8 janvier 2003.

### Championnat de France de ski alpin
- Championne de France de géant le 14 février 1997 à L'Alpe d'Huez.
- 3e de la descente à Flaine le 18 mars 2004.
- 3e de la descente à L'Alpe d'Huez le 20 mars 2005.
- 3e du super-G à Val d'Isère le 8 avril 2005.